# Instituto de Autodeterminação do Liechtenstein
O Instituto de Autodeterminação de Liechtenstein (LISD) é o principal instituto de pesquisa do mundo em autodeterminação, autogovernança e diplomacia. O LISD é afiliado à Escola Woodrow Wilson de Assuntos Públicos e Internacionais na Universidade de Princeton. Fundado em 2000 pelo príncipe Hans-Adam II do Liechtenstein, o Instituto visa melhorar a paz e a estabilidade globais por meio de seus projetos, publicações e comentários.
Os princípios gerais do LISD estão descritos no Projeto de Convenção de Liechtenstein sobre Autodeterminação por Autoadministração (2002), elaborado por Hans-Adam II e Sir Arthur Watts. O manuscrito descreve o princípio geral de autodeterminação, conforme detalhado pela Assembléia Geral das Nações Unidas. Aborda, não apenas o conjunto de propostas e requisitos técnicos para a chamada Iniciativa de Liechtenstein, mas também considera a estrutura de um tratado como um instrumento legal para casos futuros.

## História
Em 2000, o príncipe Hans Adam II (nascido em 1945) estabeleceu um fundo para o Instituto de Autodeterminação de Liechtenstein, baseado na Universidade de Princeton, em Princeton, Nova Jersey. O presente de US $ 12 milhões fornece financiamento, apoio e espaço para professores, estudantes e formuladores de políticas se engajarem em pesquisas sobre autodeterminação. O diretor fundador Wolfgang Danspeckgruber observou que o LISD visa "reduzir o processo tumultuado e frequentemente violento inerente à busca por maior autonomia". Os primeiros projetos do LISD incluíam um sobre poder do Estado, fronteiras e autogoverno na antiga União Soviética, e outro que buscava analisar as tensões entre grupos separatistas na Caxemira. Desde então, o LISD ampliou seu escopo para incluir projetos em uma ampla variedade de regiões geográficas. Projetos mais recentes incluem o foco do LISD em conflitos na região dos Balcãs, especialmente em estados como Macedônia, Kosovo e Montenegro. Também houve interesse em pesquisar aspectos da autodeterminação tibetana em parceria com a Associação de Estudos Asiáticos.

## Acadêmicos

### Organização
No ano letivo de 2018 e 2019, o LISD possui 39 associados e 20 bolsistas não residentes. Os membros do comitê executivo incluem Cecilia Rouse, diretora da Woodrow Wilson School; Mark R. Beissinger, Henry W. Putnam, professor de política; e Amaney Jamal, professor de política de Edwards S. Sanford. Os membros do Comitê Executivo incluem o príncipe Hans Adam II do Liechtenstein; Príncipe herdeiro Aloísio do Liechtenstein; e Ursula Plassnik, embaixadora da República da Áustria na Confederação Suíça. Além do comitê executivo, o conselho consultivo também permite a contribuição de acadêmicos de outras universidades e institutos de pesquisa para liderar novos projetos. Os membros do conselho consultivo incluem Ali Ansari, professor de História do Irã na Universidade de St. Andrews, e William A. Maley, professor do Colégio de Diplomacia Ásia-Pacífico da Universidade Nacional da Austrália.

### Cursos
O Instituto organiza uma série de cursos na Universidade de Princeton, incluindo "Teoria e Prática da Diplomacia Internacional" e "Tópicos em Relações Internacionais: Diplomacia Internacional de Crise". Esses cursos visam proporcionar aos alunos de graduação e pós-graduação conhecimentos fundamentais sobre as causas e implicações de conflitos e crises geopolíticas. Em outubro de 2018, o LISD co-patrocinou um novo curso online edX com a Universidade de Tel Aviv, intitulado "HOPE: Human Odyssey to Political Existentialism". O curso explora vários temas que definem a humanidade. Fora dos cursos, os alunos podem participar de várias iniciativas, como a bolsa Emerging Foreign and Security Dimensions (EFSD) ou o Programa de Religião, Diplomacia e Relações Internacionais (PORDIR).

## Pesquisa

### Corpo docente e bolsistas
Os professores e pesquisadores da LISD publicam frequentemente em meios de comunicação nacionais e internacionais. Os bolsistas residentes passam um ano na Universidade de Princeton. Os docentes e bolsistas associados ao LISD incluem:
- David Baldwin - Cientista político sênior, Woodrow Wilson School
- Gary J. Bass - Professor de Política e Assuntos Internacionais
- Alison Boden - Decana da Vida Religiosa e Capela, Palestrante
- Carles Boix - Robert Garrett Professor de Política e Relações Públicas
- L. Carl Brown - Garrett Professor de Relações Exteriores, Emérito, Professor de Estudos do Oriente Próximo, Emérito
- Thomas J. Christensen - William P. Boswell Professor de Política Mundial de Paz e Guerra, Co-Diretor do Programa China e o Mundo
- Christopher Chyba - Professor de Ciências Astrofísicas e Relações Internacionais, Diretor do Programa de Ciência e Segurança Global
- Michael Cook - Professor Universitário de Estudos do Oriente Próximo
- Christina Davis - Professora Associada de Política e Assuntos Internacionais
- Paul DiMaggio - Professor de Sociologia e Assuntos Internacionais, Emérito
- Robert George - Professor de Jurisprudência de McCormick, Diretor do Programa James Madison em Ideais e Instituições Americanas
- M. Sükrü Hanioglu - Professor e Presidente de Estudos do Oriente Próximo, Garrett Professor de Relações Exteriores
- Bernard Haykel - Professor de Estudos do Oriente Próximo, Diretor do Instituto de Estudos Transregionais do Oriente Médio Contemporâneo, Norte da África e Ásia Central
- G. John Ikenberry - Albert G. Milbank Professor de Política e Assuntos Internacionais
- Harold James - Claude e Lore Kelly Professor de Estudos Europeus, Professor de História e Assuntos Internacionais, Diretor do Programa de Política e Sociedade da Europa Contemporânea
- Stanley N. Katz - Professor (com posto de professor) de Assuntos Internacionais, Presidente do Programa de Graduação da Woodrow Wilson School, Diretor do Centro de Estudos de Artes e Políticas Culturais da Universidade de Princeton
- Nannerl O. Keohane - Acadêmico Sênior, Centro Universitário de Valores Humanos
- Robert Keohane - Professor de Assuntos Internacionais, Woodrow Wilson School
- Stephen M. Kotkin - John P. Birkelund '52 Professor de História e Assuntos Internacionais, Diretor do Instituto de Estudos Internacionais e Regionais de Princeton
- Daniel C. Kurtzer - Professor e S. Daniel Abraham Professor em Estudos de Política do Oriente Médio
- Nolan McCarty - Susan Dod Brown Professora de Política e Assuntos Públicos, Presidente do Departamento de Política
- Sophie Meunier - Pesquisadora Sênior, Woodrow Wilson School, Co-diretora do Programa da União Europeia
- Helen V. Milner - Professora de Política e Assuntos Internacionais da BC Forbes, diretora do Niehaus Center for Globalization and Governance
- Andrew Moravcsik - Professor de Política e Assuntos Internacionais, Diretor do Programa da União Europeia
- Kim Lane Scheppele - Laurance S. Rockefeller Professor de Sociologia e Relações Internacionais, Diretor do Programa de Direito e Relações Públicas
- Anne-Marie Slaughter - Bert G. Kerstetter '66 Professor Universitário Emerita de Política e Assuntos Internacionais
- Frank N. von Hippel - Professor de Assuntos Públicos e Internacionais, Co-Diretor do Programa de Ciência e Segurança Global
- Sigurd Wagner - Professor de Engenharia Elétrica, Emérito
- Jennifer Widner - Professora de Política e Assuntos Internacionais, Diretora do Centro Mamdouha S. Bobst de Paz e Justiça
- Deborah Yashar - Professora de Política e Assuntos Internacionais, Co-Diretora do Projeto Democracia e Desenvolvimento

### Eventos
O LISD organiza uma série de workshops, eventos e seminários para estudantes, professores e funcionários afiliados a Princeton, bem como para o público em geral. A maioria dos eventos é realizada no campus de Bendheim Hall, enquanto alguns foram realizados pelo Princeton Club de Nova York e pela sede das Nações Unidas em Nova York.

### Projetos
Os principais projetos do LISD incluem Estado, Soberania e Autodeterminação, que abordam questões de fronteiras, governança e autonomia; Autodeterminação e questões emergentes, que se concentram na autodeterminação no que se refere à migração e ao meio ambiente; e a Organização para Segurança e Cooperação na Europa, que promove o diálogo na região. O financiamento para esses e outros projetos vem do governo do Liechtenstein, da Universidade de Princeton e da Carnegie Corporation de Nova York.
O LISD também administra uma série de ferramentas de pesquisa que fornecem aos acadêmicos, grupos de reflexão e governos acesso à pesquisa original. Essas ferramentas incluem a Encyclopedia Princetoniensis: A Enciclopédia de Autodeterminação de Princeton (PESD), o Corpus Global Diacrônico (DiGCor) e o Sistema de Informações e Mapeamento Regional Interativo Digital (DIRMAIS). O DIRMAIS combina dados históricos e contemporâneos para visualizar crises internacionais.